# Khok Samrong (huyện)
Khok Samrong là một huyện (amphoe) của tỉnh Lopburi ở miền trung Thái Lan. Huyện này là trung tâm vận tải của tỉnh. 

## Lịch sử
Ban đầu có tên là Phu Kha, tiểu huyện (King Amphoe) đã được đổi tên thành Sa Bot năm 1909. Năm 1915, tiểu huyện này được nâng thành huyện và đổi tên thành Khok Samrong do trụ sở huyện được dời đến đó.

## Địa lý
Các huyện giáp ranh (từ phía bắc theo chiều kim đồng hồ) là Nong Muang, Sa Bot, Chai Badan, Phatthana Nikhom, Mueang Lopburi và Ban Mi.

## Misc
Cơ sở của Đại học Kasetsart Lopburi nằm ở tambon Phaniat, huyện Khok Samrong.

## Hành chính
Huyện này được chia thành 13 phó huyện (tambon), các đơn vị này lại được chia ra thành 137 làng (muban). Thị trấn (thesaban tambon) Khok Samrong nằm trên một phần của tambon Khok Samrong. Có 13 Tổ chức hành chính tambon. 
| 1.  | Khok Samrong     | โคกสำโรง  |  |
| 2.  | Ko Kaeo          | เกาะแก้ว   |  |
| 3.  | Thalung Lek      | ถลุงเหล็ก   |  |
| 4.  | Lum Khao         | หลุมข้าว    |  |
| 5.  | Huai Pong        | ห้วยโป่ง    |  |
| 6.  | Khlong Ket       | คลองเกตุ   |  |
| 7.  | Sakae Rap        | สะแกราบ   |  |
| 8.  | Phaniat          | เพนียด     |  |
| 9.  | Wang Phloeng     | วังเพลิง    |  |
| 10. | Dong Marum       | ดงมะรุม    |  |
| 18. | Wang Khon Khwang | วังขอนขว้าง |  |
| 20. | Wang Chan        | วังจั่น      |  |
| 22. | Nong Khaem       | หนองแขม   |  |

Các con số mất là tambon nay tạo thành huyện Nong Muang và Khok Charoen.